# Leumund
Als Leumund (von althochdeutsch liumunt, ‚Ruf, Ruhm, Gerücht‘, von germanisch hl(e)u, ‚Laut, Schall, Ruf‘) bezeichnet man die aus der Meinung Anderer resultierende soziale Einschätzung, den Ruf und das Ansehen. Ein guter Leumund wird in Gesetzestexten oder Kommentaren dazu häufig als Unbescholtenheit bezeichnet.

## Rechtsgeschichte
Leumund ist ein aus dem 12. Jahrhundert stammender Begriff, der sowohl positiv als auch negativ besetzt sein kann. Dagegen wird Unbescholtenheit heute nur im positiven Sinn verwendet. Das dazu gegensätzliche bescholten leitet sich von schelten ab und wurde im Sinne von verachtet, anstößig, anrüchig, unmoralisch, beschuldigt benutzt.
So war es zum Beispiel im Mittelalter Menschen mit einem schlechten Leumund verwehrt, bestimmte Ämter zu bekleiden. Auch war es strafverschärfend, wenn man einer Frauensperson mit gutem Leumund Gewalt antat. Hatte jemand durch üble Nachrede einen bösen Leumund erlangt, so konnte sich dieser ansonsten unbescholtene Mensch im Inzichtverfahren durch den Reinigungseid vom bösen Leumund befreien.
Der Unbescholtenheitsnachweis des Mittelalters war der Leumundsbrief. Er konnte – falls die Stadt das Privileg dazu hatte – einer Person ausgestellt werden. In einem Dokument der Reichsstadt Nürnberg heißt es dazu: „als denn sol der leümunt brieff vnd die gemein bestetigung eines kaysers oder künigs, der zu zeyten ist, durch einen redlichen schreyber … öffennlich im gericht verleßen werden.“

## Heutige Situation
Noch heute treten vor Gericht Leumundszeugen auf, meist um den guten Ruf eines Angeklagten oder Zeugen glaubhaft zu machen.
Unbescholtenheit bedeutet:
- früher im bürgerlichen Recht (etwa im Zusammenhang mit dem Kranzgeld für Jungfrauen und Witwen), sich keinen außerehelichen Geschlechtsverkehr vorwerfen lassen zu müssen,
- im Strafrecht, ohne rechtskräftige Verurteilungen oder Vorstrafen zu sein,
  - In Deutschland wird das im Bundeszentralregister geführt, der Nachweis erfolgt über das Führungszeugnis.
  - In Österreich entsprechen diesen das Strafregister bzw. die Strafregisterbescheinigung (ehemals Leumundszeugnis, Sittenzeugnis).

Bei der Polizei und oft in der öffentlichen Verwaltung in Deutschland wird ein positiver Leumund als Voraussetzung zur Aufnahme einer Ausbildung im gehobenen Beamtendienst verlangt. Auch die Gardisten der päpstlichen Schweizergarde müssen einen einwandfreien Leumund besitzen. 
In Österreich sind nichtgetilgte Vorstrafen von mehr als drei Monaten Freiheitsstrafe bzw. 180 Tagessätze Geldstrafe, bei manchen Delikten – abhängig vom Gewerbe – auch geringere Vorstrafen ein Ausschlussgrund zur Gewerbeanmeldung.
2006 erfuhr der Begriff durch die EU-Vermittlerrichtlinie eine erneute Diskussion, welche nach Art. 4 Abs. 2 den „Besitz eines guten Leumunds“ als berufliche Anforderung an Makler und Vermittler stellt (Richtlinie 2002/92/EG über Versicherungsvermittlung).